# Đại chủng Phi
| Đại chủng Âu: Ngữ hệ Ấn-Âu Semit Hamit Đại chủng Phi: Negro Khoikhoi Melanesia Negrito Đại chủng Úc Không chắc chắn: Dravida & Sinhala | Đại chủng Á: Mongol Bắc Trung Quốc & Đông Dương Nhật & Triều Tiên Tây Tạng & Miến Điện Malay Polynesia Maori Micronesian Eskimo & Inuit Thổ dân châu Mỹ |

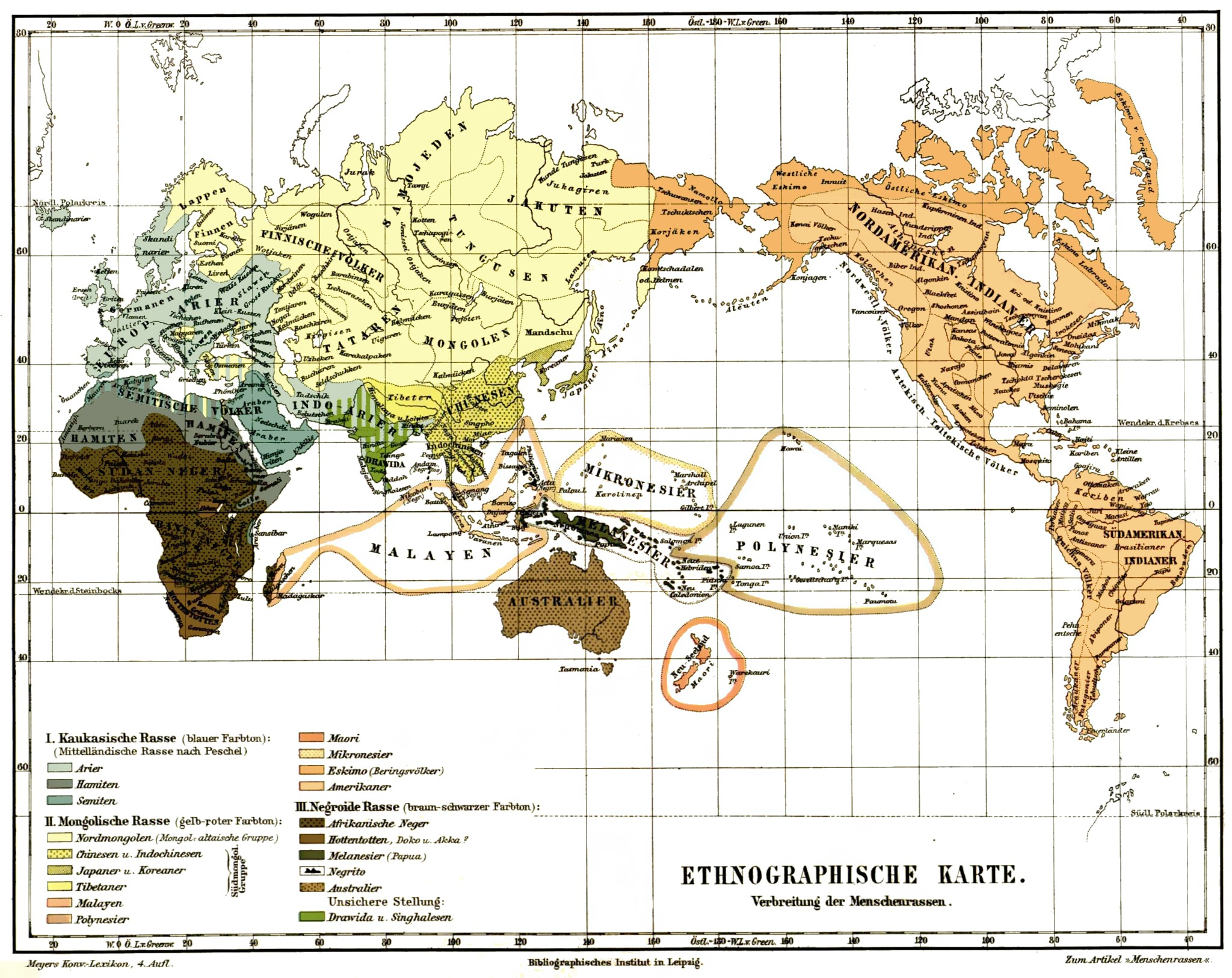
Meyers Konversations-Lexikon (1885–1890)
Bản đồ Dân tộc ký

Đại chủng Phi (tiếng Anh: negroid) hay người da đen. Màu da người có thể có nhiều màu, từ rất đậm cho đến rất nhạt như không có màu (và ở những người này, da có nước màu trắng hồng làm ẩn màu lên trên). Màu sắc của da là sắc tố melanin trong da, nhiều thì làm đậm màu đen lại, ít thì da nhạt đi. Nói chung phái nữ có ít melanin hơn phái nam.
Những người có tổ tiên sinh sống nhiều vùng phơi nắng, nhiệt độ cao có da đậm, khi da có tổ tiên sống vùng ít nắng, ôn đới trắng hơn. Tuy nhiên, càng về sau này càng có sự kết hợp giữa các sắc tộc, nên các màu da có nhiều sắc độ khác nhau. 